# William Lee Davidson
Pour les articles homonymes, voir Davidson.
William Lee Davidson, né en 1746 en Pennsylvanie et mort le 1er février 1781, est un officier de la milice de Caroline du Nord et de l'armée continentale pendant la guerre d'indépendance américaine. 
Il est tué durant la bataille de Cowan's Ford.

## Biographie
Né en Pennsylvanie dans le comté de Lancaster, il s'installe avec sa famille dans le comté de Rowan, en Caroline du Nord, en 1750,,.
Entré dans l'armée, il obtient les grades suivants :
- Adjudant/Capitaine du 1er régiment de milice du comté de Rowan (1775-1776)
- Major du 1er régiment de milice du comté de Rowan (1776)
- Major du 4e régiment de Caroline du Nord (ligne continentale de Caroline du Nord) (1776-1777)
- Lieutenant-colonel du 5e régiment de Caroline du Nord (ligne continentale de Caroline du Nord) (1777)
- Lieutenant-colonel du 7e régiment de Caroline du Nord (ligne continentale de Caroline du Nord) (1777-1778)
- Lieutenant-colonel du 3e régiment de Caroline du Nord (ligne continentale de Caroline du Nord) (1778)
- Lieutenant-colonel du 1er régiment de Caroline du Nord (ligne continentale de Caroline du Nord) (1779-1780)
- Général de brigade (pro tempore) à la tête de la brigade du district de Salisbury de la milice de Caroline du Nord (de septembre 1780 à février 1781).

Actif dans la guerre d'Indépendance dès le début comme adjudant du Rowan County Regiment (en) du colonel (plus tard général de brigade) Griffith Rutherford (en) pendant la Snow Campaign (en) en décembre 1775, il est promu major du quatrième régiment de ligne de Caroline du Nord en 1776. Il marche avec la ligne de Caroline du Nord vers le nord et participe à la bataille de Germantown, après quoi il est promu lieutenant-colonel du cinquième régiment de la ligne de Caroline du Nord. À Valley Forge, avec George Washington, « Light Horse Harry » Lee, Daniel Morgan et d'autres, il se lie d'amitié avec la plupart des commandants militaires influents de la ligne continentale.
Laissé sans commandement, il reçoit l'ordre d'empêcher les Britanniques de traverser la Catawba. Griffith Rutherford le nomme commandant en second. Grièvement blessé à la bataille de Colson's Mill le 21 juillet 1780, il ne participa pas à la bataille de Camden, au cours de laquelle Rutherford est capturé. Davidson est promu brigadier général et reçoit le commandement de la Salisbury District Brigade (en). Il participe à la résistance contre l'entrée de Lord Cornwallis à Charlotte (alors Charlottetown) fin septembre 1780.
Il est à Charlotte le 3 décembre 1780, le lendemain de l'arrivée du général Nathanael Greene. Après la défaite des forces américaines à la bataille de Camden (ou, comme la plupart des vétérans l'appellent dans leurs registres de pension, la bataille de Gum Swamp) le Congrès continental accepte finalement de permettre au général George Washington de remplacer le général Gates par son meilleur officier.
Le général Washington choisit immédiatement le général Nathanael Greene. Ce dernier arrive plus tard dans la journée du 2 décembre 1780 à Charlottetown après un long voyage depuis Philadelphie, en Pennsylvanie, et se repose. La cérémonie officielle de passation de commandement a lieu entre le général Gates et le général Greene le 3 décembre 1780 ; et, aussi vite que possible, le général Nathanael Greene se met au travail pour rencontrer ses nouveaux officiers sur le terrain. Les généraux William Lee Davidson et Nathanael Greene se sont déjà rencontrés. Ils ont tous deux participé à la bataille de Brandywine, opposant le général britannique Lord Cornwallis en Pennsylvanie.
Greene sait que Davidson est très respecté et apprécié par la milice locale de la partie ouest de la Caroline du Nord, appelée district militaire de Salisbury, sur laquelle le général Davidson exerce une juridiction totale. Greene souhaite saisir cette opportunité pour créer une « armée volante », approuvée par le général Washington. Davidson en sera le principal commandant patriote sur le terrain. Ayant déjà servi au combat et campé ensemble à Valley Forge, ils ont noué des liens de confiance.
Davidson est tué à la bataille de Cowan's Ford, dans le comté de Mecklenburg, en Caroline du Nord, le 1er février 1781, alors qu'il s'oppose au retour de Cornwallis en Caroline du Nord. Il tentait de rallier ses hommes alors que les éléments britanniques et allemands de tête arrivaient sur la rive la plus proche. Il est tué quelques minutes plus tard, au cours de l'engagement. Son corps est retrouvé par ses hommes dans la soirée et inhumé à l'église presbytérienne de Hopewell, située sur Beatties Ford Road, au nord de Charlotte,,,,,.

## Hommages
Plusieurs lieux des États-Unis ont été nommés en son honneur : 
- Le Comté de Davidson, Caroline du Nord
- Le Comté de Davidson, Tennessee[12].
- La ville de Davidson, en Caroline du Nord .
- Le Davidson College, en Caroline du Nord. Son épée était autrefois accrochée dans l'une de ses salles[2].

Le Congrès a voté 500 $ pour un monument à sa mémoire, mais celui-ci n'a jamais été érigé.